# James Carney (Musiker)
James Carney (* 1964 in Syracuse, New York) ist ein US-amerikanischer Jazzmusiker (Piano, Keyboard) und Komponist des Modern Creative.

## Leben
James Carney besuchte die Skaneateles High School und begann seine Musikerkarriere zunächst als Blechbläser und Pop-Keyboarder, bevor er sich 1986 dem Jazz zuwandte. Er studierte am California Institute of the Arts (Abschluss 1990) und arbeitet seitdem in Los Angeles und ab 2004 in New York mit eigenen Formationen, u. a. mit Ralph Alessi, Ravi Coltrane, Peter Epstein, Mark Ferber, Chris Lightcap, Chuck Manning, Darek Oleszkiewicz und Josh Roseman. Er legte eine Reihe von Alben auf seinem eigenen Label Jacaranda sowie bei Songlines und Clean Feed Records vor. 2013 spielt er im Trio mit Mark Helias und Chad Taylor. Carney organisiert seit 2011 die wöchentliche Jazz-Live-Veranstaltungsreihe Konceptions Music Series im Korzo in Park Slope, Brooklyn.

## Diskographische Hinweise
- Fables From the Aqueduct (Jacaranda, 1993)
- Offset Rhapsody (Jacaranda, 1996)
- Thread (Jacaranda, 2001)
- Green-Wood (Songlines, 2006)
- Ways and Means (Songlines, 2008)
- Echo Run Pry (Clean Feed, 2008), mit Stephan Crump
- James Carney Sextet: Pure Heart (Sunnyside, 2020)

## Einzelbelege
1. ↑  All That Brooklyn Jazz The borough is where it's at, Village Voice vom 23. Januar 2013, abgerufen am 6. Dezember 2013.

| Personendaten    | Personendaten                               |
| ---------------- | ------------------------------------------- |
| NAME             | Carney, James                               |
| KURZBESCHREIBUNG | US-amerikanischer Jazzmusiker und Komponist |
| GEBURTSDATUM     | 1964                                        |
| GEBURTSORT       | Syracuse, New York                          |